# Exeliopsis
Exeliopsis is een geslacht van vlinders van de familie spanners (Geometridae), uit de onderfamilie Ennominae.

## Soorten
- E. amygdala Prout, 1938
- E. ansorgei (Warren, 1905)
- E. brunnea Viette, 1977
- E. insulanus Prout, 1938
- E. perse (Fawcett, 1916)
- E. tholera (Prout, 1932)